# Aulacophora batesi
Aulacophora batesi es un insecto coleóptero de la familia Chrysomelidae.
Fue descrita científicamente por primera vez en 1884 por Jacoby.